# HD 2638
HD 2638은 고래자리에 있는, 지구에서 약 175 광년 떨어진 곳에 있는 황색 왜성이다. 겉보기 등급은 약 +10으로, 맨눈으로는 볼 수 없고 구경이 작은 망원경을 사용해야 관찰이 가능하다.
2005년 제네바 외계행성 탐사팀이 이 별 주위를 도는 외계 행성 HD 2638 b를 발견했다고 발표했다.

## 같이 보기
- 외계 행성이 확인된 항성 목록

## 참고 문헌
- Moutou;  외. (2005). “The HARPS search for southern extra-solar planets IV. Three close-in planets around HD 2638, HD 27894 and HD 63454”. 《Astronomy and Astrophysics》 439: 367 – 373. doi:10.1051/0004-6361:20052826. 2005년 10월 23일에 원본 문서 (abstract)에서 보존된 문서. 2012년 3월 29일에 확인함.